# Forcipomyia tortula
Forcipomyia tortula är en tvåvingeart som beskrevs av Liu , Yan, Liu, Hao, Liu och Yu 2001. Forcipomyia tortula ingår i släktet Forcipomyia och familjen svidknott. Inga underarter finns listade i Catalogue of Life.